# 阿特巴拉河

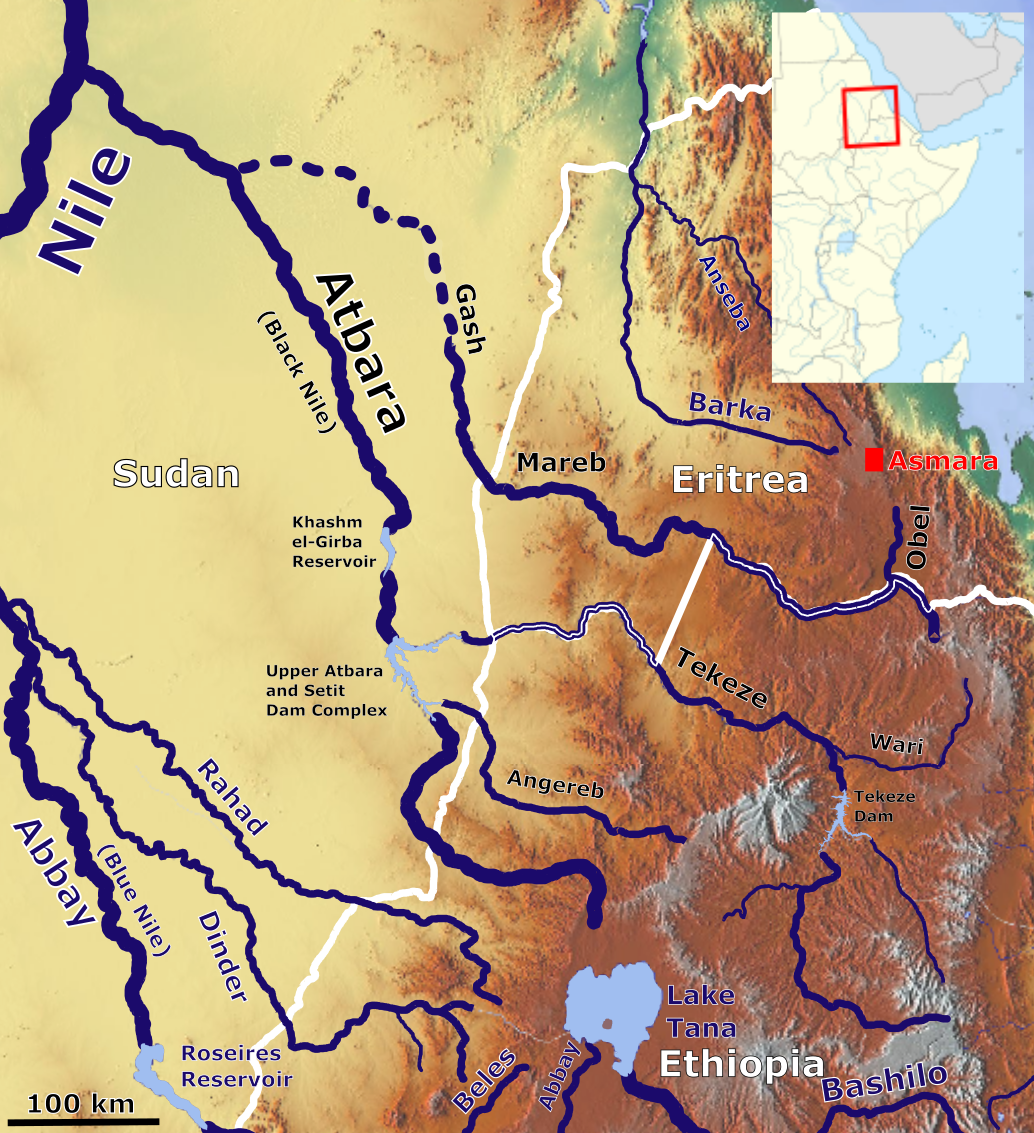
阿特巴拉河

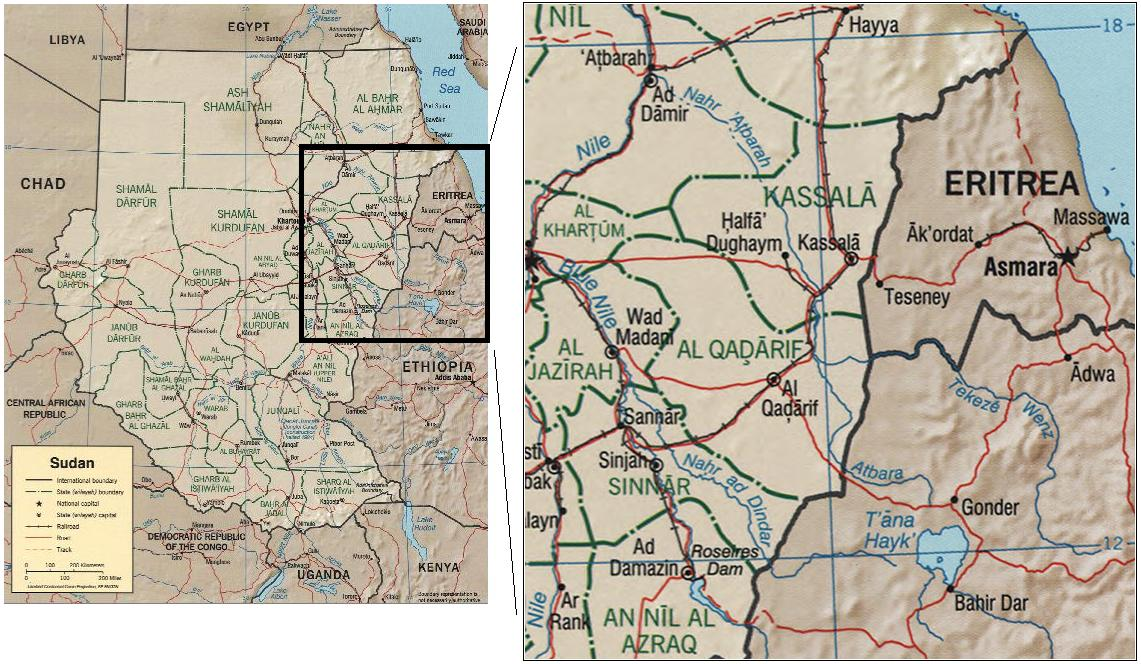
顯示河道的地圖

阿特巴拉河（阿拉伯语：‎；羅馬化：Nahr 'Atbarah）發源於非洲東北部的埃塞俄比亞西北，塔納湖以北約50公里和貢德爾以西30公里，流經805公里（500英里），在蘇丹中北部的阿特巴拉（17°40′37″N 33°58′12″E / 17.677°N 33.970°E）跟尼羅河匯合，支流特克澤河可能是阿特巴拉河的真正上游部分，因為特克澤河在匯合前的河道較長。
在尼羅河流入地中海前，阿特巴拉河是最後一條流入尼羅河的支流。阿特巴拉河在全年大部分時間與小溪無異，只在夏天雨季有大的流量。

## 外部連結
- 埃塞俄比亞地圖 （页面存档备份，存于） - 德克薩斯州大學Perry-Castañeda Library Map Collection